# Guido Falaschi

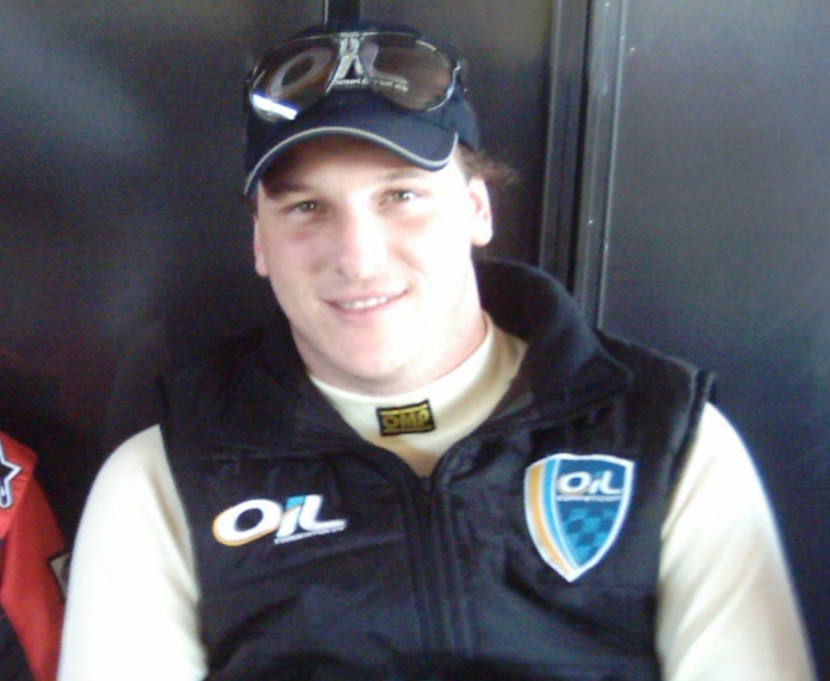
Guido Falaschi

Guido Falaschi (Las Parejas, 1 de outubro de 1989 — Balcarce, 13 de novembro de 2011) foi um automobilista argentino.
Com a alcunha de "El Principe" (o príncipe), em 2008 foi campeão da Fórmula Renault Argentina em 2008, e foi vice-campeão da TC Pista (uma divisão inferior da Turismo Carretera) também em 2008. Em 2009 passou a disputar a Turismo Carretera. Em 2010 foi campeão da Top Race V6, correndo pela Mercedes. Também participou de duas corridas da F-3 Sul-Americana.
El Principe faleceu num acidente da etapa Turismo Carretera, no Autódromo Juan Manuel Fangio da cidade de Balcarce, Argentina, no dia 13 de novembro de 2011.